# District de Mufulira
Le district de Mufulira est un district de Zambie, situé dans la province du Copperbelt. Sa capitale se situe à Mufulira. Selon le recensement zambien de 2010, le district a une population de 162 889 personnes.